# 第九条 (映画)
『第九条』（Article9、だいきゅうじょう）は、2016年7月2日公開された日本映画。

## 概要
維持すべきか、破棄すべきか…。
日本国憲法第九条というテーマに真正面から挑んだ作品。さまざまな職種の20代の若者12人が、憲法第九条の是非を議論するさまを描いた密室劇である。
監督・脚本は『共に歩く』にて長編映画デビューを飾った宮本正樹、俳優陣にドラマ・映画で数多く活躍する南圭介・馬場良馬・タモト清嵐らが出演した。
2016年7月2日より、神奈川県横浜市・ブリリアショートショートシアター、群馬県伊勢崎市・プレビ劇場ISESAKIにて公開された。

## ストーリー
時の政府は日本国憲法第九条の改正を検討する。国民の意思を確認することを目的に、世代別に諮問委員会を開催するが、各世代の意見は九条維持と破棄で五分五分であり、残すは20代の若者たちの論議に託されることとなった。

## キャスト
- 南圭介[1][2][3]
- 馬場良馬[1][2][3]
- タモト清嵐[1][2][3]
- 松本寛也[1][2][3]
- 荒牧慶彦[1][2][3]
- 聡太郎[1][2][3]
- 小笠原健[1][2][3]
- 中村僚志[1][2][3]
- はねゆり[1][2][3]
- 綱島恵里香[1][2][3]
- 森レイ子[1][2][3]
- 睡蓮みどり[1][2][3]

## スタッフ
- 監督・脚本 - 宮本正樹[1][4][5]
- エグゼクティブプロデューサー - 河野正人[4]
- プロデューサー - 佐伯寛之・宇都木基至[4]
- 撮影 - 千葉史朗[4]
- 録音 - Keefar[4]
- スタイリスト - 池田友紀[4]
- ヘアメイク - 平岡美樹[4]
- 助監督 - 平野勝利[4]
- 編集 - 佐藤崇[4]
- 音楽 - 小野川浩幸[4]